# ديفيد أويلو
ديفيد أويلو (بالإنجليزية: David Oyelowo) مواليد 1 أبريل 1976، هو ممثل بريطاني. لعب أدوار ثانوية في نهوض كوكب القردة (2011) ووسط لا مكان (2012) ولينكون (2012) ورئيس الخدم (2013). في 2014، جسد شخصية مارتن لوثر كينغ في فيلم الدراما والسيرة الذاتية سيلما، حيث حاز بسببه على مديح من النقاد وترشح لجائزة غولدن غلوب لأفضل ممثل - فيلم دراما.

## الأعمال

### أفلام
- آخر ملوك اسكتلندا
- صحوة كوكب القردة
- تعليمات
- الذيول الحمراء
- لينكون
- جاك ريتشر
- رئيس الخدم
- بينجمي
- سيلما (فيلم)
- أعنف سنة
- محتجز (فيلم)
- تجعد في وقت

## روابط خارجية
- ديفيد أويلو على موقع IMDb (الإنجليزية)
- ديفيد أويلو على موقع روتن توميتوز (الإنجليزية)
- ديفيد أويلو على موقع ألو سيني (الفرنسية)
- ديفيد أويلو على موقع ميوزك برينز (الإنجليزية)
- ديفيد أويلو على موقع تيرنر كلاسيك موفيز (الإنجليزية)
- ديفيد أويلو على موقع أول موفي (الإنجليزية)
- ديفيد أويلو على موقع بوكس أوفيس موجو (الإنجليزية)
- ديفيد أويلو على موقع قاعدة بيانات الأفلام السويدية (السويدية)
- ديفيد أويلو على موقع قاعدة بيانات الفيلم (الإنجليزية)
- ديفيد أويلو على موقع كينوبويسك (الروسية)